# Associazione Calcio Pisa 1909 2020-2021
Questa voce raccoglie le informazioni riguardanti l'Associazione Calcio Pisa 1909 nelle competizioni ufficiali della stagione 2020-2021.

## Stagione
Nella stagione 2020-2021 il Pisa disputa il campionato cadetto, allenato da Luca D'Angelo raccoglie 48 punti con il quattordicesimo posto finale. Disputa un torneo regolare, con 24 punti raccolti tanto nel girone di andata che nel girone di ritorno, sempre una spanna sopra la zona Play-out, che non si sono comunque disputati per il distacco di 9 punti tra il Cosenza quart'ultimo e l'Ascoli quint'ultimo. Anche in questa stagione il miglior marcatore pisano è sempre Michele Marconi che firma 13 reti. Nella Coppa Italia nel secondo turno il Pisa supera (2-0) la Juve Stabia, nel terzo turno viene eliminata dalla Virtus Entella che vince (3-1).

## Divise e sponsor
Lo sponsor tecnico per la stagione 2020-2021 è Adidas, che per il terzo anno propone due divise personalizzate (attraverso il servizio Miadidas) e una da catalogo.
La prima maglia declina i canonici "pali" sfumando superiormente quelli blu nel nero (le strisce di questo colore presentano una larghezza inferiore); le finiture sono color oro. Neri con finiture blu e oro sono anche calzoncini e calzettoni.
La seconda divisa è perlopiù bianca, solcata sul torso da una fantasia a righe diagonali nere, con inserti blu su fianchi, bordimanica e nelle finiture di calzoncini e calzettoni.
La terza divisa, ricavata dal catalogo base Adidas, è verde con finiture e personalizzazioni bianche.
Sulle casacche appaiono i marchi Cetilar e Pharmanutra.
| Casa | Trasferta | Terza divisa |

## Organigramma societario
Area direttiva
- Presidente: Giuseppe Corrado
- Consigliere area finanza: Raffaella Viscardi
- Consigliere area sportiva: Giovanni Corrado
- Consigliere: Giovanni Polvani
- Direttore risorse umane: Antonio Cifaldi
- Direttore amministrazione finanza e controllo: Beppe Vannucchi
- Direttore organizzativo: Daniele Freggia

Area comunicazione e marketing
- Direttore area comunicazione: Riccardo Silvestri
- Direttore commerciale: Giuseppe Corrado
- Responsabile marketing: Mattia Todaro
- Area marketing: Flavia Martellacci
- S.L.O.: Nicola Barsotti

Area sportiva
- Team manager: Ivan Sarra
- Direttore sportivo: Roberto Gemmi
- Segretario sportivo: Bruno Sabatini
- Consigliere area sportiva: Giovanni Corrado

Area tecnica
- Allenatore: Luca D'Angelo
- Vice Allenatore: Riccardo Taddei
- Preparatore atletico: Marco Greco
- Preparatore portieri: David Biancalani
- Responsabile settore giovanile: Umberto Aringhieri

Area sanitaria
- Responsabile sanitario: Cataldo Graci
- Medico sociale: Virgilio Di Legge
- Recupero infortunati e riatletizzazione: Lorenzo Ferrari
- Fisioterapista: Alessandro Frosini
- Massofisioterapista: Remigio Del Sole

## Rosa
Aggiornata al 31 gennaio 2021.
| N. |                    | Ruolo | Calciatore              |
| -- | ------------------ | ----- | ----------------------- |
| 1  | Italia (bandiera)  | P     | Simone Perilli          |
| 2  | Italia (bandiera)  | D     | Samuele Birindelli      |
| 3  | Italia (bandiera)  | D     | Eros Pisano             |
| 4  | Italia (bandiera)  | D     | Francesco Belli         |
| 7  | Italia (bandiera)  | A     | Nicholas Siega          |
| 8  | Italia (bandiera)  | D     | Antonio Aldo Caracciolo |
| 9  | Italia (bandiera)  | A     | Simone Palombi          |
| 10 | Italia (bandiera)  | C     | Danilo Soddimo          |
| 11 | Italia (bandiera)  | A     | Giuseppe Mastinu        |
| 12 | Italia (bandiera)  | P     | Matteo Kucich           |
| 13 | Italia (bandiera)  | D     | Andrea Meroni           |
| 14 | Romania (bandiera) | C     | Marius Marin            |
| 16 | Italia (bandiera)  | D     | Lorenzo Bechini         |
| 17 | Italia (bandiera)  | A     | Giuseppe Sibilli        |
| 19 | Italia (bandiera)  | A     | Luca Vido               |
| 21 | Italia (bandiera)  | C     | Alessandro Quaini       |

| N. |                    | Ruolo | Calciatore               |
| -- | ------------------ | ----- | ------------------------ |
| 22 | Italia (bandiera)  | P     | Leonardo Loria           |
| 23 | Italia (bandiera)  | D     | Francesco Lisi           |
| 24 | Italia (bandiera)  | D     | Marco Varnier            |
| 25 | Italia (bandiera)  | D     | Lorenzo Masetti          |
| 26 | Italia (bandiera)  | A     | Gaetano Masucci          |
| 27 | Austria (bandiera) | C     | Robert Gucher (capitano) |
| 29 | Italia (bandiera)  | P     | Gianluca Colnago         |
| 30 | Italia (bandiera)  | C     | Alessandro De Vitis      |
| 31 | Italia (bandiera)  | A     | Michele Marconi          |
| 32 | Italia (bandiera)  | D     | Andrea Beghetto          |
| 33 | Italia (bandiera)  | D     | Simone Benedetti         |
| 35 | Italia (bandiera)  | D     | Tommaso Fischer          |
| 36 | Italia (bandiera)  | C     | Luca Mazzitelli          |
| 37 | Italia (bandiera)  | A     | Elia Giani               |
| 66 | Italia (bandiera)  | P     | Stefano Gori             |
| 77 | Italia (bandiera)  | A     | Davide Marsura           |

## Calciomercato

### Sessione estiva(dal 1/9 al 5/10)
| Acquisti         | Acquisti          | Acquisti     | Acquisti                         |
| R.               | Nome              | da           | Modalità                         |
| ---------------- | ----------------- | ------------ | -------------------------------- |
| D                | Marco Varnier     | Atalanta     | rinnovo prestito                 |
| C                | Luca Mazzitelli   | Sassuolo     | prestito con obbligo di riscatto |
| C                | Luca Verna        | Ternana      | fine prestito                    |
| A                | Simone Palombi    | Lazio        | prestito con diritto di riscatto |
| A                | Luca Vido         | Atalanta     | rinnovo prestito                 |
| Altre operazioni |                   |              |                                  |
| R.               | Nome              | da           | Modalità                         |
| P                | Matteo Kucich     | Cavese       | fine prestito                    |
| P                | Leonardo Loria    | Juventus U23 | definitivo                       |
| C                | Alessandro Quaini | AlbinoLeffe  | fine prestito                    |
| C                | Roberto Zammarini | Pordenone    | fine prestito                    |
| A                | Thomas Alberti    | Paganese     | fine prestito                    |
| A                | Luigi Cuppone     | Monopoli     | fine prestito                    |
| A                | Giuseppe Sibilli  | AlbinoLeffe  | definitivo                       |

| Cessioni         | Cessioni           | Cessioni     | Cessioni                         |
| R.               | Nome               | a            | Modalità                         |
| ---------------- | ------------------ | ------------ | -------------------------------- |
| D                | Marco Varnier      | Atalanta     | fine prestito                    |
| C                | Mattia Minesso     | Perugia      | prestito con obbligo di riscatto |
| C                | Marco Pinato       | Sassuolo     | fine prestito                    |
| A                | Davide Moscardelli |              | fine carriera                    |
| A                | Luca Vido          | Atalanta     | fine prestito                    |
| Altre operazioni |                    |              |                                  |
| R.               | Nome               | da           | Modalità                         |
| P                | Stefano Gori       | Juventus U23 | fine prestito                    |
| P                | Andrea D'Egidio    |              | svincolato                       |
| D                | Ramzi Aya          | Salernitana  | riscatto cartellino              |
| D                | Gianmarco Ingrosso | Cosenza      | prestito                         |
| D                | Daniele Liotti     | Reggina      | riscatto cartellino              |
| A                | Michael Fabbro     | Chievo       | fine prestito                    |

### Sessione invernale(dal 04/01 al 01/02)
| Acquisti         | Acquisti         | Acquisti     | Acquisti   |
| R.               | Nome             | da           | Modalità   |
| ---------------- | ---------------- | ------------ | ---------- |
| P                | Stefano Gori     | Juventus U23 | prestito   |
| D                | Andrea Beghetto  | Frosinone    | prestito   |
| A                | Davide Marsura   | Livorno      | definitivo |
| A                | Giuseppe Mastinu | Spezia       | definitivo |
| Altre operazioni |                  |              |            |
| R.               | Nome             | da           | Modalità   |

| Cessioni         | Cessioni      | Cessioni  | Cessioni |
| R.               | Nome          | a         | Modalità |
| ---------------- | ------------- | --------- | -------- |
| P                | Matteo Kucich | Cavese    | prestito |
| A                | Elia Giani    | Pontedera | prestito |
| Altre operazioni |               |           |          |
| R.               | Nome          | da        | Modalità |

## Risultati

### Coppa Italia
| Arbitro: | Marini (Roma) |

|                        |           |  |
| Sibilli 7’, 50’ (rig.) | Marcatori |  |

| Arbitro: | Massimi (Termoli) |

|                                                    |           |             |
| Mat. Mancosu 35’ (rig.) Brunori 69’ Cardoselli 79’ | Marcatori | Palombi 51’ |

## Statistiche

### Statistiche di squadra
| Competizione | Punti | In casa | In casa | In casa | In casa | In casa | In casa | In trasferta | In trasferta | In trasferta | In trasferta | In trasferta | In trasferta | Totale | Totale | Totale | Totale | Totale | Totale | DR |
| Competizione | Punti | G       | V       | N       | P       | Gf      | Gs      | G            | V            | N            | P            | Gf           | Gs           | G      | V      | N      | P      | Gf     | Gs     | DR |
| ------------ | ----- | ------- | ------- | ------- | ------- | ------- | ------- | ------------ | ------------ | ------------ | ------------ | ------------ | ------------ | ------ | ------ | ------ | ------ | ------ | ------ | -- |
| Serie B      | 48    | -       | -       | -       | -       | -       | -       | -            | -            | -            | -            | -            | -            | 38     | 11     | 15     | 12     | 54     | 59     | -5 |
| Coppa Italia | -     | 1       | 1       | 0       | 0       | 2       | 0       | 1            | 0            | 0            | 1            | 1            | 3            | 2      | 1      | 0      | 1      | 3      | 3      | 0  |
| Totale       | 48    | -       | -       | -       | -       | -       | -       | -            | -            | -            | -            | -            | -            | 40     | 12     | 15     | 13     | 57     | 62     | -5 |

### Andamento in campionato
| Giornata  | 1 | 2 | 3 | 4 | 5 | 6 | 7 | 8 | 9 | 10 | 11 | 12 | 13 | 14 | 15 | 16 | 17 | 18 | 19 | 20 | 21 | 22 | 23 | 24 | 25 | 26 | 27 | 28 | 29 | 30 | 31 | 32 | 33 | 34 | 35 | 36 | 37 | 38 |
| --------- | - | - | - | - | - | - | - | - | - | -- | -- | -- | -- | -- | -- | -- | -- | -- | -- | -- | -- | -- | -- | -- | -- | -- | -- | -- | -- | -- | -- | -- | -- | -- | -- | -- | -- | -- |
| Luogo     | T | C | T | C | T | T | C | T | C | T  | C  | C  | T  | C  | T  | C  | T  | C  | T  | C  | T  | C  | T  | C  | C  | T  | C  | T  | C  | T  | T  | C  | T  | C  | T  | C  | T  | C  |
| Risultato | N | N | P | N | P | N | V | V | P | P  | V  | N  | V  | N  | N  | N  | N  | V  | P  | V  | P  | N  | V  | N  | N  | V  | N  | P  | V  | N  | P  | P  | P  | V  | P  | N  | P  | V  |
| Posizione |   |   |   |   |   |   |   |   |   |    |    |    |    |    |    |    |    |    |    |    |    |    |    |    |    |    |    |    |    |    |    |    |    |    |    |    |    | 14 |

Legenda:

Luogo: C = Casa; T = Trasferta. Risultato: V = Vittoria; N = Pareggio; P = Sconfitta.

### Statistiche dei giocatori
| Giocatore       | Serie B  | Serie B | Serie B     | Serie B    | Coppa Italia | Coppa Italia | Coppa Italia | Coppa Italia | Totale   | Totale | Totale      | Totale     |
| Giocatore       | Presenze | Reti    | Ammonizioni | Espulsioni | Presenze     | Reti         | Ammonizioni  | Espulsioni   | Presenze | Reti   | Ammonizioni | Espulsioni |
| --------------- | -------- | ------- | ----------- | ---------- | ------------ | ------------ | ------------ | ------------ | -------- | ------ | ----------- | ---------- |
| T. Alberti      | 0        | 0       | 0           | 0          | 0            | 0            | 0            | 0            | 0        | 0      | 0           | 0          |
| F. Belli        | 0        | 0       | 0           | 0          | 0            | 0            | 0            | 0            | 0        | 0      | 0           | 0          |
| S. Benedetti    | 0        | 0       | 0           | 0          | 0            | 0            | 0            | 0            | 0        | 0      | 0           | 0          |
| S. Birindelli   | 0        | 0       | 0           | 0          | 0            | 0            | 0            | 0            | 0        | 0      | 0           | 0          |
| A.A. Caracciolo | 0        | 0       | 0           | 0          | 0            | 0            | 0            | 0            | 0        | 0      | 0           | 0          |
| L. Cuppone      | 0        | 0       | 0           | 0          | 0            | 0            | 0            | 0            | 0        | 0      | 0           | 0          |
| A. De Vitis     | 0        | 0       | 0           | 0          | 0            | 0            | 0            | 0            | 0        | 0      | 0           | 0          |
| T. Fischer      | 0        | 0       | 0           | 0          | 0            | 0            | 0            | 0            | 0        | 0      | 0           | 0          |
| E. Giani        | 0        | 0       | 0           | 0          | 0            | 0            | 0            | 0            | 0        | 0      | 0           | 0          |
| S. Gori         | 0        | 0       | 0           | 0          | 0            | 0            | 0            | 0            | 0        | 0      | 0           | 0          |
| R. Gucher       | 0        | 0       | 0           | 0          | 0            | 0            | 0            | 0            | 0        | 0      | 0           | 0          |
| M. Kucich       | 0        | 0       | 0           | 0          | 0            | 0            | 0            | 0            | 0        | 0      | 0           | 0          |
| F. Lisi         | 0        | 0       | 0           | 0          | 0            | 0            | 0            | 0            | 0        | 0      | 0           | 0          |
| L. Loria        | 0        | 0       | 0           | 0          | 0            | 0            | 0            | 0            | 0        | 0      | 0           | 0          |
| M. Marconi      | 0        | 0       | 0           | 0          | 0            | 0            | 0            | 0            | 0        | 0      | 0           | 0          |
| M. Marin        | 0        | 0       | 0           | 0          | 0            | 0            | 0            | 0            | 0        | 0      | 0           | 0          |
| D. Marsura      | 0        | 0       | 0           | 0          | 0            | 0            | 0            | 0            | 0        | 0      | 0           | 0          |
| G. Masucci      | 0        | 0       | 0           | 0          | 0            | 0            | 0            | 0            | 0        | 0      | 0           | 0          |
| L. Mazzitelli   | 0        | 0       | 0           | 0          | 0            | 0            | 0            | 0            | 0        | 0      | 0           | 0          |
| A. Meroni       | 0        | 0       | 0           | 0          | 0            | 0            | 0            | 0            | 0        | 0      | 0           | 0          |
| F. Nacci        | 0        | 0       | 0           | 0          | 0            | 0            | 0            | 0            | 0        | 0      | 0           | 0          |
| S. Palombi      | 0        | 0       | 0           | 0          | 0            | 0            | 0            | 0            | 0        | 0      | 0           | 0          |
| S. Perilli      | 0        | 0       | 0           | 0          | 0            | 0            | 0            | 0            | 0        | 0      | 0           | 0          |
| E. Pisano       | 0        | 0       | 0           | 0          | 0            | 0            | 0            | 0            | 0        | 0      | 0           | 0          |
| M. Pompetti     | 0        | 0       | 0           | 0          | 0            | 0            | 0            | 0            | 0        | 0      | 0           | 0          |
| A. Quaini       | 0        | 0       | 0           | 0          | 0            | 0            | 0            | 0            | 0        | 0      | 0           | 0          |
| E. Sibilio      | 0        | 0       | 0           | 0          | 0            | 0            | 0            | 0            | 0        | 0      | 0           | 0          |
| G. Sibilli      | 0        | 0       | 0           | 0          | 0            | 0            | 0            | 0            | 0        | 0      | 0           | 0          |
| N. Siega        | 0        | 0       | 0           | 0          | 0            | 0            | 0            | 0            | 0        | 0      | 0           | 0          |
| D. Soddimo      | 0        | 0       | 0           | 0          | 0            | 0            | 0            | 0            | 0        | 0      | 0           | 0          |
| M. Varnier      | 0        | 0       | 0           | 0          | 0            | 0            | 0            | 0            | 0        | 0      | 0           | 0          |
| L. Verna        | 0        | 0       | 0           | 0          | 0            | 0            | 0            | 0            | 0        | 0      | 0           | 0          |
| L. Vido         | 0        | 0       | 0           | 0          | 0            | 0            | 0            | 0            | 0        | 0      | 0           | 0          |
| R. Zammarini    | 0        | 0       | 0           | 0          | 0            | 0            | 0            | 0            | 0        | 0      | 0           | 0          |